# Bruits de coulisses
Pour plus de détails, voir Fiche technique et Distribution.
Bruits de coulisses (Noises Off…) est un film américain réalisé par Peter Bogdanovich, sorti en 1992. Il s'agit d'une adaptation de la pièce de Michael Frayn.

## Synopsis
Le directeur d'un théâtre a beaucoup de mal à terminer son dernier spectacle. Que ce soit sur scène, lors des répétitions, ou dans les coulisses, la catastrophe est totale et incontrôlable.

## Fiche technique
Sauf indication contraire, les informations mentionnées dans cette section peuvent être confirmées par la base de données cinématographiques IMDb,  présente dans la section « Liens externes ».
- Titre français : Bruits de coulisses
- Titre original : Noises Off…
- Réalisation : Peter Bogdanovich
- Scénario : Marty Kaplan, d'après la pièce de théâtre Noises Off de Michael Frayn
- Direction artistique : Daniel Maltese
- Décors : Jim Duffy
- Costumes : Betsy Cox
- Montage : Lisa Day
- Musique : Roy Budd
- Photographie : Tim Suhrstedt
- Tournage : du 28 mai 1991 au 20 juillet 1991
- Production : Frank Marshall
- Sociétés de distribution : Buena Vista International
- Pays de productiion :  États-Unis
- Langue originale : anglais américain
- Genre : Comédie
- Durée : 103 minutes
- Dates de sortie  : 
  - États-Unis : 20 mars 1992
  - France : 2 octobre 2003 (sorti directement en DVD)

## Distribution
- Carol Burnett (VF : Perrette Pradier) : Dotty Otley / Mrs Clackett
- Michael Caine (VF : Dominique Paturel) : Lloyd Fellowes
- Denholm Elliott (VF : Jacques Marin) : Selsdon Mowbray / le cambrioleur
- Julie Hagerty (VF : Claire Guyot) : Poppy Taylor
- Marilu Henner (VF : Geneviève Taillade) : Belinda Blair / Flavia Brent
- Mark Linn-Baker (VF : Jean-Claude Montalban) : Tim Allgood
- Christopher Reeve (VF : Emmanuel Jacomy) : Frederick Dallas / Phillip Brent
- John Ritter (VF : Guy Chapelier) : Garry Lejeune / Roger Tramplemain
- Nicollette Sheridan (VF : Micky Sébastian) : Brooke Ashton / Vicki